# 2002년 아시안 게임 일본 선수단
2002년 아시안 게임 일본 선수단(일본어: 2002年アジア競技大会日本選手団)은 대한민국 부산에서 열린 2002년 아시안 게임에 참가한 일본 선수단이다. 37개 종목, 658명의 선수를 파견했으며 금메달 44개를 획득하여 종합 메달 순위 3위에 올랐다.